# Eutolype depilis
Eutolype depilis là một loài bướm đêm trong họ Noctuidae.

## Hình ảnh

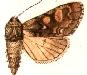